# St. Peter und Paul (Immendingen)

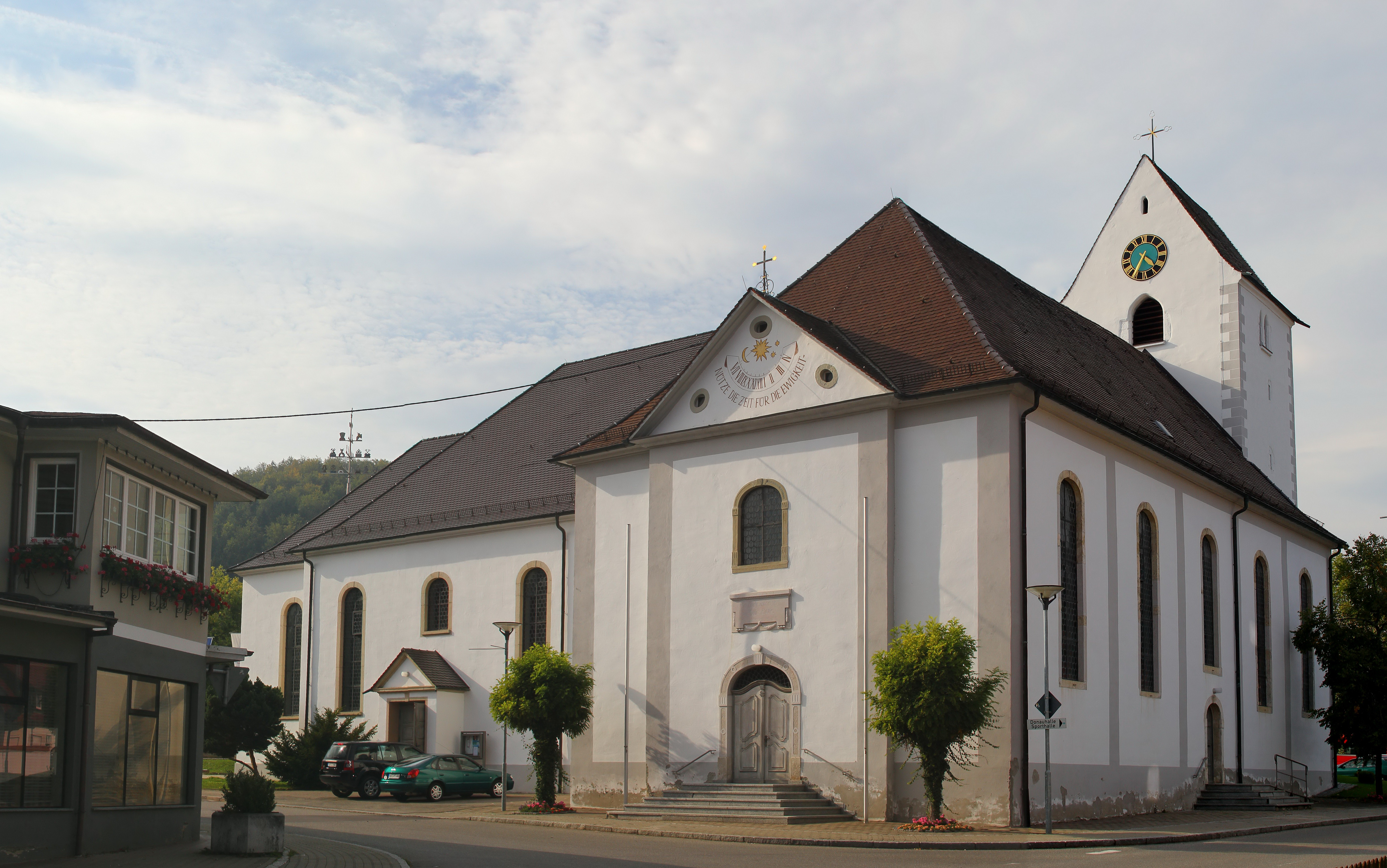
St. Peter und Paul in Immendingen

Die römisch-katholische Pfarrkirche St. Peter und Paul steht in Immendingen, einer Gemeinde im Landkreis Tuttlingen in Baden-Württemberg. Die Kirchengemeinde gehört zum Dekanat Hegau im Erzbistum Freiburg. Das Bauwerk ist beim Landesamt für Denkmalpflege Baden-Württemberg als Baudenkmal eingetragen.

## Beschreibung

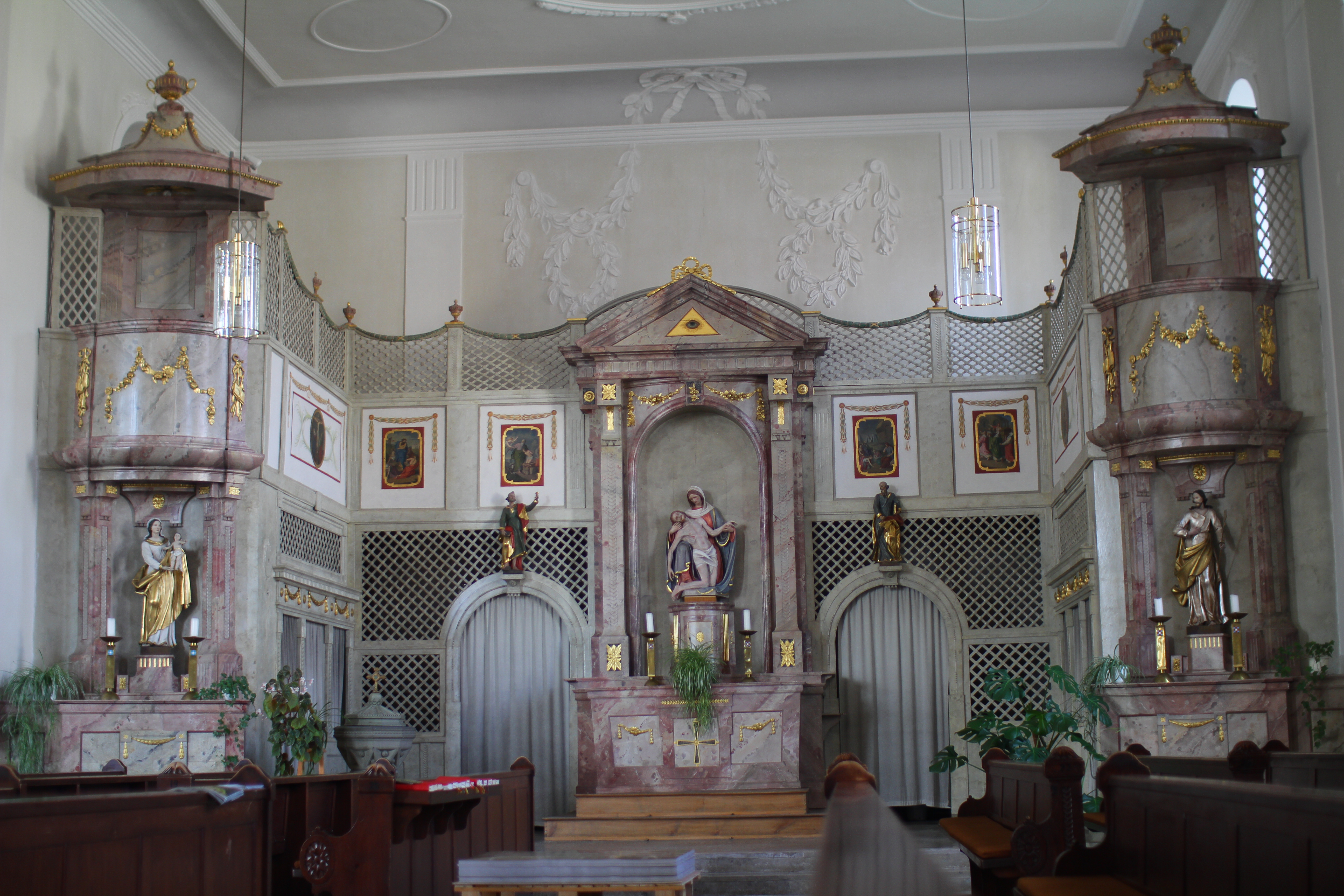
Seitenaltar

An den Chorturm der Vorgängerkirche aus dem 13. Jahrhundert wurde 1787/88 nach einem Entwurf von Franz Joseph Salzmann nach Süden ein Langhaus angebaut. Die Fassade im Süden ist durch einen Risalit mit einer Sonnenuhr im Giebel gekennzeichnet, in dem sich das Portal befindet. 1935/36 wurde das Langhaus durch einen Anbau mit einem eingezogenen, gerade geschlossenen Chor nach Westen erweitert. 
Zur Kirchenausstattung gehört ein Altar, der 1621 für das ehemalige Kloster Amtenhausen gebaut wurde. Auf seinem Altarretabel ist die Geburt Christi dargestellt, im Altarauszug die Krönung Mariens. Die Orgel wurde 1968 durch die Gebr. Späth Orgelbau errichtet.